# ساموت پراکان
ساموت پراکان یکی از شهرهای تایلند و مرکز استان ساموت پراکان است. جمعیت این شهر در سال ۲۰۰۰ برابر با ۳۷۸٬۷۴۱ نفر بوده‌است و هم‌اکنون نزدیک بر نیم میلیون نفر جمعیت دارد. ساموت پراکان دومین شهر بزرگ کشور پس از بانکوک (پایتخت) است.